# Utawarerumono
Utawarerumono (うたわれるもの?) es un videojuego de rol de aventura y con contenido eroge creado por la empresa Leaf y lanzado el 26 de abril de 2002. El juego tuvo un gran éxito en Japón y desde entonces se ha adaptado a una amplia variedad de otros medios, incluidas varias series de anime, CD drama, programas de radio por Internet y manga.
Se realizó una adaptación a manga en el 2005 y fue editado en la revista Dengeki G's Magazine. También, se realizó una anime de televisión, estrenándose el 3 de abril de 2006. El anime ha sido licenciada en Estados Unidos por Funimation Entertainment.
El 19 de octubre de 2019 se anunció una nueva adaptación al anime, titulada Utawarerumono: Mask of Truth. La serie de 28 episodios se emitió del 3 de julio al 25 de diciembre de 2022 en Tokyo MX y BS11.

## Argumento
Utawarerumono es una historia posapocalíptica centrada en el protagonista enmascarado, Hakuoro, que es encontrado por una familia de dos muchachas y una abuela en un bosque cerca de su pueblo. Al recuperarse, y ser interrogado, se descubre que tiene amnesia, desconociendo todo su pasado, incluyendo su nombre - siendo Hakuoro el nombre dado por la familia que lo acogió. Hakuoro pronto es aceptado en la aldea y viviendo con ellas, pero después de poco tiempo Hakuoro encuentra que la vida en esta aldea está siendo oprimida por el emperador. Luego de armar de valor a toda la aldea, Hakuoro llegará a tomar el poder del gobierno. 

## Personajes
Hakuoro (ハクオロ?)
Voz por: Rikiya Koyama
Viste una máscara (no se lo puede quitar) que cubre su frente y ojos. Fue encontrado por Eruruw, Aruruw y su abuela, en un bosque cerca de la aldea donde ellas viven. Al despertar, es interrogado por la abuela, preguntas que él no puede responder, debido a que tiene amnesia. Temporalmente es llamado Hakuoro (Nombre del padre de Eruruw y Aruruw), hasta que recupere su memoria y recuerde su verdadero nombre.
Eruruw (エルルゥ Erurū?)
Voz por: Ryōka Yuzuki
Es la primera persona que Hakuoro ve, luego de ser rescatado inconsciente en el bosque. Ella cuida de Hakuoro durante su rehabilitación, y termina enamorándose de él. Su nombre es dado por una flor.
Aruruw (アルルゥ Arurū?)
Voz por: Miyuki Sawashiro
Hermana menor de Eruru, y amiga de Yuzuha y Kamyu. Su nombre se origina también de una flor. Cuando conoce a Hakuoro, reacciona un poco tímida y no conversa mucho con él, pero mientras avanza la serie, ella lo llama otōsan (お父さん?  "padre") (viendo el cariño que siente hacia él). Tiene como mascota un tigre, hijo de Mutikapa, una tigresa que atacaba a la aldea), y la protege cuando ella se encuentra en peligro.
Oboro (オボロ?)
Voz por: Daisuke Kirii
Líder de una aldea cercana a la de Hakuoro. El y su hermana han sido cuidados por la abuela de Aruruw y Eruruw, en especial su hermana ya que tenía una enfermedad; como la abuela conseguía medicina para su hermana, el recuperaba la comida que los guardias de un noble le quitaban al pueblo (el pueblo donde viven Aruruw y Eruruw), en un principio le caía muy mal Hakuoro pero debido a muchos sucesos, termina muy agradecido con este y lo empieza a llamar "Hermano" en forma respetuosa, jurándole que lo acompañará siempre. Siempre está acompañado por 2 arqueras: Dori y Gurí. Es muy sobreprotector cuando se trata de su hermana
Yuzuha (ユズハ?)
Voz por: Mai Nakahara
Hermana menor de Oboro y amiga de Arurū y Kamyu. Tiene una enfermedad desconocida, por lo que siempre estaba recostada en su cama, además de estar ciega. A pesar de haber perdido la vista, los sentidos del tacto, oído y olfato están muy desarrollados, y puede reconocer a cualquier persona que esté cerca de ella.
Benawi (ベナウィ?)
Voz por: Daisuke Namikawa
Benawi es un caballero de Kenashikourupe. Tras la rebelión de Hakuoro contra Kenashikourupe, Benawi derrota y mata al emperador Inkara, para ahorrarlo de tortura y de la humillación posibles, Benawi intenta el suicidio, pero Hakuoro lo detiene, convenciendo a Benawi para que se una al grupo de él. Benawi tiene un sentido fuerte de la responsabilidad con su país. El posee una personalidad calmada y busca lo lógico a una respuesta, pero suele irritarse cuando Hakuoro no toma en cuenta sus propuestas. Su arma principal es una alabarda, siendo un maestro en su uso. Anda en compañía de Kurou, su "mano derecha".
Urutori (ウルトリィ?)
Voz por: Sayaka Ohara
Urutori es la primera princesa de Onkamiyamukai. Ella decide ser una yomoru (mediadora entre varios países) de Tusukuru. Tiene un gran respeto y admiración por Hakuoro
Kamyu (カミュ?)
Voz por: Rie Kugimiya
Kamyu es la segunda princesa de Onkamiyamukai, y es hermana menor de Urutori. Es amiga de Arurū, Yuzuha y Mukkuru, y suele jugar con ellas cada vez que las visita.
Karurauatsuurei [Karura] (カルラゥアツゥレイ[カルラ]?)
Voz por: Atsuko Tanaka
Karura fue princesa de Nan-Tunku antes de que Shakukoporu lo invada. Ella conoce a Hakuoro tras haber asesinado a todos los hombres de un barco que la mantenían como prisionera. Decide unirse a Hakuoro en su lucha por derrotar y defenderse de los opresores pueblos vecinos, recibiendo así una enorme espada negra, tan pesada que solo la fuerza sobrehumana de Karura puede blandir.
Touka (トウカ?)
Voz por: Kaya Miyake
Una hábil espadachina integrante de la tribu Evenkuruga, tribu la cual conocida por la fuerza de sus guerreros. Tras encontrarse con Hakuoro el líder de su tribu lo reconoce como un enemigo, razón que desconoce él debido a su amnesia, teniendo un resentiemiento también Touka. tras ver que Hakuoro en realidad no tiene malas intenciones y que únicamente busca que no haya más guerras, se une a él como su "guardaespaldas", algo que suele incomodar a Hakuoro en ocasiones.

## Adaptaciones

### Manga
Estuvo a cargo de Aquaplus (historia) y Arō Shimakusa (ilustración). Fue editado en la revista bishōjo Dengeki G's Magazine entre el 30 de septiembre de 2005 y 30 de noviembre de 2006. Está dividido solamente en dos tankobon.
| Volumen | ISBN               | Fecha de publicación en Japón |
| ------- | ------------------ | ----------------------------- |
| 01      | ISBN 4-8402-3534-1 | 27 de julio de 2006           |
| 02      | ISBN 4-8402-3746-8 | 27 de enero de 2007           |

### Anime
Dirigido por Tomoki Kobayashi, y realizada por el estudio Oriental Light and Magic, fue estrenada en Japón el 3 de abril de 2006, finalizando el 25 de septiembre de 2006. Fue transmitida por las cadenas TV Asahi, Chiba TV, TV Saitama, TVK. Compuesta en un total de 26 episodios. Fue licenciada en los Estados Unidos y transmitida en Anime Network.
Se espera también una pequeña serie de 3 OVAs, por los mismos creadores de la serie de televisión.